# 潤羽露西婭
潤羽露西婭（日语：／ Uruha Rushia */?）日本虛擬YouTuber。曾經隸屬於COVER株式會社旗下的虛擬YouTuber營運事務所hololive production。
原hololive三期生，2019年7月7日與兔田佩克拉一同先行出道。2022年2月24日，遭公司COVER株式會社終止契約，並不再活動。

## 人物介紹
根據官網設定，露西婭是魔界學校所屬的「死靈法師少女」（ネクロマンサーの少女），個性怕生。不喜歡孤獨一人的她，常會與死靈和屍體聊天。生日為1月22日、身高143公分。2020年6月16日新服裝發布直播上改自稱「死靈法師公主」（ネクロマンサーの姫）。粉絲之稱呼為「粉屍」（ふぁんでっど）。
潤羽露西婭的角色設計者為Yasuyuki（やすゆき），Live2D設計者為fumi，3D設計者為。
潤羽露西婭直播內容以電子遊戲實況和歌曲為主，偶爾會有雜談。由於在直播時不時會發出咆哮聲，因而被觀眾以日本動畫《新世紀福音戰士》初號機暴走吼叫的橋段取了個綽號「初號機」，此外還擁有病嬌屬性。

## 商業表現
根據網站「Playboard」發表的YouTube統計數據，自2020年1月10日截止至2020年8月24日，露西婭的Super Chat（以下簡稱SC）收益在全球的YouTuber當中排名第三，累積達8047萬日圓，次於同社的桐生可可（8827萬），和韓國頻道hoverlab（8145萬）。2020年11月18日，根據日本經濟新聞報導，露西婭得到的SC金額已超過1億2438萬日圓，在全球的YouTuber當中排名第二，僅次於桐生可可。2021年11月26日，超越桐生可可，在全球的YouTuber當中SC總金額排名第一。

## 經歷

### 2019年
- 7月7日，作為三期生與兔田佩克拉先行出道[19][20]。

### 2020年
- 1月24日，在豐洲PIT舉辦的hololive 1st fes.『ノンストップ・ストーリー』出場。[21][22][23][24][25]
- 12月21日，在hololive 2nd fes.『Beyond the Stage Supported By Bushiroad』STAGE1中出場[26]。

### 2021年
- 2月17日，在東京ガーデンシアター（日语：東京ガーデンシアター）舉辦的hololive IDOL PROJECT 1st Live.『Bloom,』中出場[27]。
- 3月3日，YouTube頻道訂閱人數突破100萬人，為hololive第11人及三期生第3人（前兩位是兔田佩克拉和寶鐘瑪琳）[5][28]。

### 2022年
- 1月22日，舉辦生日3D LIVE，同日發表貓耳雙馬尾生日新造型。
- 2月10日，在YouTube頻道和櫻巫女連動，此次為最後一次活動。
- 2月24日，COVER株式會社（日语：カバー (企業)）正式宣佈與潤羽露西婭解約。 [2][29]
- 4月1日，COVER株式會社（日语：カバー (企業)）關閉潤羽露西婭的YouTube頻道，并刪除所有影片。

## 争议
2022年2月10日，在和櫻巫女一同遊玩《俠盜獵車手V》之直播過程中，畫面不慎跳出網路創作歌手Mafumafu（まふまふ）的Discord私人訊息的通知：「我這邊直播剛剛結束了，準備回家了，٩(´ᗜ`*)୨咪醬」，外傳兩人已是同居狀態。但是隨後Mafumafu於推特表示只是說要約露西婭玩遊戲，兩人並無同居，並對此次紛擾感到抱歉。
2月24日，潤羽露西婭遭COVER株式會社以「洩漏公司內部資訊，謊報事件經過，散佈不實訊息」，認為「今後難以管理及支援」而解約，生日套組會提供退費、3月的hololive SUPER EXPO 2022演唱會也因表演者變更同意退票，頻道與會員保留至2022年3月31日。此後潤羽露西婭的YouTube頻道雖保留，但頻道內所有影片及直播、社群內容皆全數關閉，已無法再觀看，僅於頻道簡介留下字樣。
6月24日，潤羽露西婭中之人咪萪貓（みけねこ）在Twitter上发表声明，承认曾将与经纪人LINE的聊天记录分享给第三人，但否认向公司謊報事件經過，虽与公司协商修改先前的声明，但未能达成共识。COVER株式會社随即当天在Twitter上回应称先前的声明并没有错误。

## 出演

### 演唱會
- hololive 1st fes. ノンストップ・ストーリー（2020年1月24日、豊洲PIT）[40][41][42][43][44]
- hololive 2nd fes.『Beyond the Stage Supported By Bushiroad』STAGE1（2020年12月21日、NicoNico公式付費直播&SPWN）[45]
- hololive IDOL PROJECT 1st Live.『Bloom,』（2021年2月17日 東京・ガーデンシアター）[46]
- HOLOLIVE FANTASY 1st LIVE FAN FUN ISLAND（2021年11月25日 TOKYO DOME CITY HALL・SPWN）[47]

## 音樂作品

### 發行作品
|      | 發布日期      | 樂曲名稱 | 數位媒體規格產品編號 | 實體發行規格產品編號 | 備註 |
| ---- | ------------- | -------- | -------------------- | -------------------- | ---- |
| 單曲 |               |          |                      |                      |      |
| 1    | 2021年1月23日 | アイリス | CVRD-023             |                      |      |
| 2    | 2022年1月23日 | 思ひ恋ふ | CVRD-120             |                      |      |

### 参加作品
| 名稱                   | 收錄     | 發售日期       | 參與歌手              | 備註                                                                   |
| ---------------------- | -------- | -------------- | --------------------- | ---------------------------------------------------------------------- |
| 今晚是萬聖節之夜！（今宵はHalloween Night!） | 同名單曲 | 2020年10月23日 | hololive IDOL PROJECT |                                                                        |
| Interact Fantasia（いんたらくとふぁんたじあ）  | 同名單曲 | 2021年11月22日 | hololive Fantasy      | Hololive三期生「HOLOLIVE FANTASY 1st LIVE FAN FUN ISLAND」演唱會主題曲 |

## 備註
1. ↑  為Fan和Undead的合成詞。
2. ↑  訊息原文為。
3. ↑  夜空梅露、紫咲詩音、癒月巧可、潤羽露西婭
4. ↑  兔田佩克拉、潤羽露西婭、不知火芙蕾雅、白銀諾艾爾、寶鐘瑪琳

## 外部連結
- 潤羽露西婭在hololive的官方主頁 （页面存档备份，存于） （日語）
- YouTube上的Rushia Ch. 潤羽るしあ頻道 （日語）
- 潤羽露西婭的X（前Twitter） （日語）
- 潤羽露西婭 （页面存档备份，存于） - Marshmallow （日語）
- 润羽露西娅Official的哔哩哔哩个人空间 （简体中文）
- Playboard上的全球Super Chat收益統計 （页面存档备份，存于） （英文）